# Quincy Davis
Quincy Spencer Davis III (Los Angeles, 16 febbraio 1983) è un cestista taiwanese.
Nato negli Stati Uniti, secondo le normative del paese asiatico ha dovuto rinunciare alla cittadinanza del paese natio.